# Driolestoïdeus
Els driolestoïdeus (Dryolestoidea) són un clade extint de mamífers del Mesozoic que només conté tres ordres.
Els driolestoïdeus estan representats sobretot per dents, fragments de dentaris i parts del rostre. Les formes del Juràssic retenen una apòfisi coronoide i l'esplenial, però les formes del Cretaci no. Un altre caràcter és la presència d'un canal de Meckel.